# Pseudamphithoides bacescui
Pseudamphithoides bacescui is een vlokreeftensoort uit de familie van de Ampithoidae. De wetenschappelijke naam van de soort is voor het eerst geldig gepubliceerd in 1976 door Ortiz.